# Claudi Alsina Català
|  | Per a altres significats, vegeu «Claudi Alsina i Bonafont». |

Claudi Alsina Català   (Barcelona, 30 de gener de 1952) és un matemàtic català. Doctorat en Matemàtiques a la Universitat de Barcelona i amb estudis de postgrau a la Universitat de Massachusetts (EUA), és especialista en equacions funcionals, visualització, educació matemàtica, lògica difusa, geometria de Gaudí, metrologia catalana i en la divulgació de les matemàtiques. Catedràtic de Matemàtiques de la Universitat Politècnica de Catalunya, jubilat el 2016.
Ha publicat més de 50 llibres i més de 200 articles de recerca i 200 més d'educació, i ha impartit més de 1.000 conferències arreu del món. També ha dirigit 16 tesis doctorals. A la Generalitat de Catalunya ha estat Secretari general del Consell Interuniversitari de Catalunya, Departament d'Economia i Coneixement (2011-2016), Vocal del Consell Superior d'Avaluació del sistema educatiu (2007-2013), Director General d'Universitats (2002-2003) i Coordinador de les PAU de Catalunya (2000-2002). Va ser membre fundador de la gestora i primer vicerector acadèmic de la Universitat Oberta de Catalunya (1994-1996) i va actuar com a delegat nacional a la Unió Matemàtica Internacional i a la Comissió Internacional d'Educació Matemàtica (1986-1998). L'any 1999, va rebre la Distinció Jaume Vicens Vives a la Qualitat Docent Universitària de la Generalitat de Catalunya.
L'any 2023 la Federació d'Entitats per a l'Ensenyament de les Matemàtiques a Catalunya (FEEMCAT) va impulsar una campanya per a demanar a la Generalitat de Catalunya la concessió a Alsina de la Creu de Sant Jordi.

## Obra
- ALSINA, C. i BONET, Eduard., 1977. Vocabulari català de matemàtica bàsica. Barcelona: Publicacions de Rosa Sensat.
- ALSINA, C. i TRILLAS, E., 1984. Lecciones de álgebra y geometría : curso para estudiantes de arquitectura. Barcelona [etc: Gustavo Gili. ISBN 8425211875.
- ALSINA, C., 1984. Breu viatge al món de la matemàtica. Barcelona: Fundació Caixa de Pensions. ISBN 8450506824.
- ALSINA, C., BURGUÉS FLAMARICH, Carme. i FORTUNY, J.M. (Josep M., 1987. Invitación a la didáctica de la geometría. Madrid: Síntesis. ISBN 8477380201.
- ALSINA, C., BURGUÉS FLAMARICH, Carme. i FORTUNY, J.M. (Josep M., 1988. Materiales para construir la geometría. Madrid: Síntesis. ISBN 8477380112.
- ALSINA, C., PÉREZ GÓMEZ, R. i RUIS GARIDO, C., 1989. Simetría dinámica. Madrid: Síntesis. ISBN 8477380678.
- ALSINA, C., FELIU I MONTFORT, Gaspar. i MARQUET I FERIGLE, L., 1990. Pesos, mides i mesures dels Països Catalans. Barcelona: Curial. ISBN 8472563502.
- ALSINA, C., BURGUÉS FLAMARICH, Carme. i FORTUNY, J.M. (Josep M., 1991. Visca la matemàtica. Barcelona: Generalitat de Catalunya. Departament d’Ensenyament. Secretaria de Comissió Interdepartamental de Recerca i Innovació Tecnològica CIRIT. ISBN 8439315503.
- ALSINA, C., GARCÍA ROIG, J.Lluís. i JACAS MORAL, J., 1992. Temes clau de geometria. Barcelona: Universitat Politècnica de Catalunya. ISBN 8476531974.
- ALSINA, C. i FORTUNY, J.M. (Josep M., 1992. Miralandia : un viaje geométrico al país de los espejos. Granada: Proyecto Sur. ISBN 8487387470.
- ALSINA, C., 1993. Del número 0 al 99 : fem comptes amb els contes. Barcelona: Graó. ISBN 8478270884.
- ALSINA, C., GARCÍA ROIG, J.Lluís. i JACAS MORAL, J., 1994. Temes clau, geometria. 2a ed. Barcelona: Edicions UPC. ISBN 8476534116.
- ALSINA, C., 1993. Taller de geometria : dossier. Barcelona: UPC, [FME].
- ALSINA, C., 1995. Ensenyar matemàtiques. Barcelona: Graó. ISBN 8478271279.
- ALSINA, C., FORTUNY, J.M. (Josep M. i GIMÉNEZ, Joaquim., 1995. Bon dia, mates : projecte curricular de l’àrea de matemàtiques : educació secundària obligatòria : segon cicle. Barcelona: Generalitat de Catalunya, Departament d’Ensenyament. ISBN 8439335385.
- ALSINA, C., 1995. Invitació a la desigualtat de Cauchy-Schwarz. Barcelona: Universitat Oberta de Catalunya.
- ALSINA, C., FELIU I MONTFORT, Gaspar. i MARQUET I FERIGLE, L., 1996. Diccionari de mesures catalanes. Barcelona: Curial. ISBN 8472568393.
- ALSINA, C., 1996. Matemàtiques per a ciutadans. Edició experimental. Barcelona: Fundació per la Universitat Oberta. ISBN 8489382239.
- ALSINA, C., FELIU I MONTFORT, Gaspar. i MARQUET I FERIGLE, L., 1996. Diccionari de mesures catalanes. Barcelona: Curial. ISBN 8472568393.
- ALSINA, C., FORTUNY, J.M. (Josep M. i PÉREZ GÓMEZ, R., 1997. ¿Por qué geometría? : propuestas didácticas para la ESO. Madrid: Síntesis. ISBN 8477384452.
- ALSINA, C. i GUZMÁN, M. de, 1996. Los Matemáticos no son gente seria. Barcelona: Rubes. ISBN 8449700116.
- ALSINA, C., 2001. Novembre matemàtic : cicle de conferències. Sant Feliu de Guixols: IES Sant Feliu Guixols, Departament de Matemàtiques.
- ALSINA, C. i FORTUNY, J.M. (Josep M., 2001. La Matemàtica del consumidor : Taller de educación del consumidor. 2a ed. Barcelona: Institut Català del Consum.
- ALSINA, C., 2002. Menys temes, més idees; menys rutines, més creativitat : educació, matemàtiques i segle XXI : lliçó magistral, amb motiu de l’acte de inauguració del Curs Acadèmic 2002-2003, 8 d’octubre de 2002. Barcelona: Universitat de Barcelona, Facultat de Formació del Professorat, Divisió de Ciències de l’Educació.
- ALSINA, C., 2005. Geometría cotidiana : placeres y sorpresas del diseño. Barcelona: Rubes. ISBN 8449700175.
- ALSINA, C. and NELSEN, R.B., 2006. Math made visual : creating images for understanding mathematics. Washington: Mathematical Association of America. ISBN 0883857464.
- ALSINA, C., JACAS MORAL, Joan. i TOMÁS BELENGUER, M.Santos., 2007. Geometria a l’arquitectura. Barcelona: Edicions UPC. ISBN 9788483019238.
- ALSINA, C., 2008. Vitaminas matemáticas : cien claves sorprendentes para introducirse en el fascinante mundo de los números. Barcelona: Ariel. ISBN 9788434453500.
- ALSINA, C., 2008. Vitaminas matemáticas : cien claves sorprendentes para introducirse en el fascinante mundo de los números. Barcelona: Ariel. ISBN 9788434453500.
- ALSINA, C. i GARNER, A., 2008. El Club de la hipotenusa : un paseo por la historia de las matemáticas a través de sus anécdotas más divertidas. Barcelona: Ariel. ISBN 9788434453852.
- ALSINA, C. and NELSEN, R.B., 2009. When less is more : visualizing basic inequalities / Claudi Alsina, Roger B. Nelsen. Washington: Mathematical Association of America. ISBN 9780883853429.
- ALSINA, C., 2010. Mapas del metro y redes neuronales : la teoria de grafos. Madrid: RBA Coleccionables. ISBN 9788447369607.
- ALSINA, C., 2010. La Secta de los números : teorema de Pitágoras. S.l: RBA Coleccionables. ISBN 9788447366279.
- ALSINA, C., 2010. Las Mil caras de la belleza geométrica : los poliedros. Madrid: RBA Coleccionables. ISBN 9788447369737.
- ALSINA, C. i GARNER, A., 2010. Asesinatos matemáticos : una colección de errores que serían divertidos si no fuesen tan frecuentes. Barcelona: Ariel. ISBN 9788434469204.
- ALSINA, C. i NELSEN, R.B., 2010. Charming proofs : a journey into elegant mathematics. Washington, DC: Mathematical Association of America. ISBN 0883853485.
- ALSINA, C. i NELSEN, R.B., 2011. Icons of mathematics : an exploration of twenty key images. Washington, DC: Mathematical Association of America. ISBN 9780883853528.
- ALSINA, C., QUERALT LLOPIS, T. i MONZÓ DEL OLMO, O., 2012. Invitación al noble arte de preparar e impartir conferencias divulgativas y educativas de matemáticas. Madrid: Federación Española de Sociedades de Profesores de Matemáticas. ISBN 9788461578986.
- ALSINA, C., 2017. Todo está en los números : las matemáticas de la vida cotidiana. 1a edición. Barcelona: Ariel. ISBN 9788434425637.
- ALSINA, C., AUBANELL, A. i BURGUÉS FLAMARICH, C., 2019. Tres professors de matemàtiques : com fer estimar i aprendre bé les matemàtiques. Primera edició. Barcelona: Rosa Sensat. ISBN 9788412009613.
- CLAUDI ALSINA, 2019. Geometría y moda: Secretos matemáticos del vestir. S.l.: Los Libros de La Catarata. ISBN 8490976376.
- ALSINA, C., 2022. Geometría y diseño: las formas de lo útil. Madrid: Los Libros de la Catarata. ISBN 9788413525372.
- ALSINA, C., 2024. Los matemáticos serios son los que no se ríen nunca. Madrid: Ariel, 2024. ISBN 9788434437326.